# Daniel Carlsson Solander
Daniel Carlsson Solander detto anche Daniel Charles Solander  (Piteå, 19 febbraio 1733 – Londra, 13 maggio 1782) è stato un botanico e medico svedese.

## Biografia
Nato a Piteå, Norrland, in Svezia dal Reverendo Carl Solander preside luterano e Magdalena Bostadia.  Solander nel luglio 1750 iscritto presso l'Università di Uppsala ha studiato lingue e discipline umanistiche. Il professore di botanica era il celebre Carolus Linnaeus, che fu presto colpito dalla capacità del giovane Solander e di conseguenza convinse suo padre a fargli studiare la storia naturale. Solander ha viaggiato in Gran Bretagna, nel giugno 1760 per promuovere il nuovo sistema di classificazione redatto da Linneo. Ha ricoperto la funzione di assistente bibliotecario presso il British Museum dal 1763 in poi, è stato eletto Professore Emerito della Royal Society l'anno successivo. In seguito ha ricoperto la carica di custode dei libri stampati presso il British Museum.

Nel 1768 Solander e il suo assistente Paul Hermann entrambi appassionati allo studio delle spore, sono stati invitati da Joseph Banks a unirsi a lui e il Capitano James Cook per un viaggio attraverso l'Oceano Pacifico a bordo del brigantino Endeavour. Sono stati gli stessi botanici che hanno ispirato il nome Botany Bay per il luogo del primo sbarco della spedizione di Cook in Australia corrispondente all'odierna Baia di Sydney mentre l'Endeavour era arenata nei pressi di Cooktown per quasi 7 settimane, dopo i danneggiamenti derivanti dalla collisione con la Grande Barriera Corallina. Solander ha contribuito a descrivere un'importante collezione di piante australiane, queste raccolte successivamente hanno costituito la base del Banks' Florilegium.

Al ritorno nel 1771 divenne segretario e bibliotecario di Sir Joseph Banks e visse nella sua casa di Soho Square. Nel 1772 ha accompagnato Joseph Banks nel suo viaggio verso l'Islanda, le Isole Fær Øer e Isole Orcadi. Tra il 1773 e il 1782 è stato Custode del Dipartimento di Storia naturale del British Museum. Nel 1773 è stato eletto membro straniero della Accademia Reale Svedese delle Scienze.
Solander ha inventato la forma di libro box noto come il box Solander, che viene ancora utilizzato nelle biblioteche e archivi come il modo più adatto per conservare stampe, disegni, memorizzazione di materiali d'erbario e manoscritti.
Solander è morto a casa di Joseph Banks in Soho Square a causa di un ictus all'età 49 anni il 13 maggio 1782. L'autopsia è stata effettuata il giorno successivo e ha rivelato una emorragia cerebrale.

Con Jonas Dryander e Robert Brown (botanico) è stato candidato alla nomina di Presidente della Royal Society. È riconosciuto che Solander merita più considerazione di quanto ne abbia ricevuto. A lui e Jonas Dryander per meriti e conoscenze, spettava la carica di presidenza dell'associazione. Gli eventi non gli hanno dato ragione e ad entrambi non è stato riconosciuto il giusto merito in quanto stranieri e perché Joseph Banks era già in declino da tempo. Questo favorì il britannico Robert Brown (botanico), considerato il botanico più influente del suo tempo.

I Giardini Solander nell'East End di Londra portano il suo nome, così come le Isole Solander a sud della Nuova Zelanda. In suo onore è stato dedicato il nome Nothofagus solandri ad un albero appartenente alle specie endemiche della Nuova Zelanda. Solander è stato associato con Joseph Banks e con l'illustratore e botanico Sydney Parkinson in Banks' Florilegium consistenti in 743 illustrazioni di piante collezionate e provenienti da Madeira, Brasile, Terra del Fuoco, Isole della Società, Nuova Zelanda, Australia e Giava durante il primo viaggio attorno al mondo del Capitano James Cook, 1768 - 1771; Natural History of Many Curious and Uncommon Zoophytes, Collected by the late John Ellis, ... raccolti da John Ellis (naturalista) (1786) è stato pubblicato postumo.

Nella città natale Piteå il Parco della Scienza Solander (Solander Science Park) ospita una serie di aziende di tecnologie pulite ed enti di ricerca.

## Opere
- Daniel Carlsson Solander, Joseph Banks, Banks' Florilegium. Illustrazioni di Botanica del Giro del Mondo del Capitano Cook, Raccolta di Illustrazioni sulle Piante del Pacifico. Pubblicazione postuma.
- Daniel Carlsson Solander, John Ellis, Natural History of Many Curious and Uncommon Zoophytes, Collected by the late John Ellis. Storia Naturale di rari e curiosi zoofiti, raccolta postuma di John Ellis. Londra, 1786, Pubblicazione postuma.